# Rivara (Italië)
Rivara is een gemeente in de Italiaanse provincie Turijn (regio Piëmont) en telt 2597 inwoners (31-12-2004). De oppervlakte bedraagt 12,4 km², de bevolkingsdichtheid is 209 inwoners per km².

## Demografie
Rivara telt ongeveer 1076 huishoudens. Het aantal inwoners steeg in de periode 1991-2001 met 7,1% volgens cijfers uit de tienjaarlijkse volkstellingen van ISTAT.
| Jaar | Inwoneraantal |
| ---- | ------------- |
| 1991 | 2509          |
| 2001 | 2687          |

## Geografie
Rivara grenst aan de volgende gemeenten: Pratiglione, Valperga, Prascorsano, Forno Canavese, Pertusio, San Ponso, Busano, Levone, Barbania.
1. ↑  https://demo.istat.it/?l=it.